# 野村篤司
野村 篤司（のむら あつし、1932年 - ）は、日本の国語教師。教育科学研究会・国語部会の初期のメンバー。1957年、言語学研究会の運営委員に選出された。

## 共著書
- 『私たちの教育課程研究　国語教育』（一ツ橋書房 奥田靖雄・国分一太郎・小野牧夫・遠藤豊吉・田宮輝夫との共著、1968年）

| スタブアイコン | サブスタブ | この項目は、まだ閲覧者の調べものの参照としては役立たない、人物に関連した書きかけの項目です。この項目を加筆・訂正などしてくださる協力者を求めています（P:人物伝/PJ:人物伝）。 |